# Kiah Melverton
Kiah Melverton, née le 5 novembre 1996 à Southport, est une nageuse australienne, spécialiste de la nage libre. En 2016, elle est médaillée de bronze sur le 800 m nage libre aux Mondiaux en petit bassin.
Elle détient, depuis 2022, le record du monde du 4 × 200 mètres nage libre avec l'équipe d'Australie.

## Jeunesse
Kiah Melverton fait ses études à l'Université Griffith.

## Carrière
À l'Universiade de 2015, Kiah Melverton remporte la médaille de bronze sur le 800 m ainsi que sur le 1 500 m nage libre.
En novembre 2016, elle remporte l'or sur le 800 m nage libre et l'argent sur le 400 m nage libre, ce qui lui offre un billet pour les Mondiaux en petit bassin 2016 à Windsor (Canada). Là, elle remporte la médaille de bronze sur le 800 m nage libre en 8 min 16 s 51 derrière les Américaines Leah Smith (8 min 10 s 17) et Ashley Twichell (8 min 11 s 95). La même année, elle est également médaillée de bronze sur le 800 m nage libre lors des Jeux du Commonwealth en 8 min 28 s 59 derrière ses compatriotes Ariarne Titmus (8 min 20 s 02) et Jessica Ashwood (8 min 27 s 60).
Lors des Championnats australiens en petit bassin 2019 à Melbourne, Kiah Melverton améliore son record personnel sur le 800 m nage libre en 8 min 15 s 93 et entre dans le Top 10 des meilleures nageuses australiennes de tous les temps sur cette distance.
Lors des Jeux du Commonwealth, le 31 juillet 2022 à Birmingham, elle s'empare du record du monde du 4 × 200 mètres nage libre en 7 min 39 s 29 en compagnie de Mollie O'Callaghan, Madison Wilson et Ariarne Titmus.

## Résultats
| Date | Compétition                           | Lieu       | Place | Place                | Temps          |
| ---- | ------------------------------------- | ---------- | ----- | -------------------- | -------------- |
| 2013 | Championnats du monde juniors         | Dubaï      | 5e    | 1 500 m nage libre   | 16 min 44 s 21 |
| 2013 | Championnats du monde juniors         | Dubaï      | 6e    | 800 m nage libre     | 8 min 45 s 06  |
| 2015 | Universiade                           | Gwangju    | 4e    | 400 m nage libre     | 4 min 12 s 92  |
| 2015 | Universiade                           | Gwangju    | 3e    | 800 m nage libre     | 8 min 31 s 80  |
| 2015 | Universiade                           | Gwangju    | 3e    | 1 500 m nage libre   | 16 min 21 s 39 |
| 2015 | Universiade                           | Gwangju    | 6e    | 4 × 100 m nage libre | 3 min 43 s 73  |
| 2015 | Universiade                           | Gwangju    | 4e    | 4 × 200 m nage libre | 8 min 4 s 92   |
| 2016 | Championnats du monde en petit bassin | Windsor    | 3e    | 800 m nage libre     | 8 min 16 s 51  |
| 2016 | Championnats du monde en petit bassin | Windsor    | 4e    | 4 × 200 m nage libre | 7 min 40 s 00  |
| 2017 | Championnats du monde                 | Budapest   | 7e    | 5 km                 | 57 min 27 s 5  |
| 2017 | Universiade                           | Taipei     | 6e    | 400 m nage libre     | 4 min 12 s 42  |
| 2017 | Universiade                           | Taipei     | 4e    | 800 m nage libre     | 8 min 32 s 56  |
| 2017 | Universiade                           | Taipei     | 4e    | 1 500 m nage libre   | 16 min 15 s 83 |
| 2017 | Universiade                           | Taipei     | 7e    | 4 × 200 m nage libre | 8 min 4 s 76   |
| 2018 | Jeux du Commonwealth                  | Gold Coast | 3e    | 800 m nage libre     | 8 min 28 s 59  |
| 2018 | Championnats pan-pacifiques           | Tokyo      | 4e    | 800 m nage libre     | 8 min 25 s 64  |
| 2018 | Championnats pan-pacifiques           | Tokyo      | 2e    | 1 500 m nage libre   | 16 min 0 s 06  |
| 2019 | Championnats du monde                 | Gwangju    | 7e    | 800 m nage libre     | 8 min 25 s 07  |
| 2019 | Championnats du monde                 | Gwangju    | 7e    | 1 500 m nage libre   | 16 min 1 s 38  |
| 2019 | Championnats du monde                 | Gwangju    | 1re   | 4 × 200 m nage libre |                |
| 2022 | Championnats du monde                 | Budapest   | 2e    | 800 m nage libre     | 8 min 18 s 77  |
| 2022 | Championnats du monde                 | Budapest   | 2e    | 4 × 200 m nage libre |                |
| 2023 | Championnats du monde                 | Fukuoka    | 1re   | 4 × 200 m nage libre |                |
| 2024 | Championnats du monde                 | Doha       | 3e    | 4 × 200 m nage libre |                |

## Palmarès

### Jeux du Commonwealth
- Jeux du Commonwealth de 2022 à Birmingham (Angleterre) :
  -  Médaille d'argent du 400 m nage libre
  -  Médaille d'or du 4 × 200 m nage libre

## Records mondiaux
| Épreuve                           | Temps              | Compétition          | Lieu                   | Date            |
| 4 × 200 m nage libre grand bassin | 7 min 39 s 29 (RM) | Jeux du Commonwealth | Birmingham, Angleterre | 31 juillet 2022 |